# Nehuén Pérez
Patricio Nehuén Pérez (ur. 24 czerwca 2000 w Hurlingham) – argentyński piłkarz występujący na pozycji środkowego obrońcy w portugalskim klubie Porto. Wychowanek Argentinos Juniors, w trakcie swojej kariery grał także w takich zespołach, jak Atlético Madryt, Famalicão, Granada oraz Udinese. Młodzieżowy reprezentant Argentyny.